# Amada enemiga
Amada enemiga foi uma telenovela mexicana produzida por Carlos Sotomayor e Rafael Urióstegui para a Televisa e exibida pelo Canal de las Estrellas entre 18 de agosto e 5 de dezembro de 1997. A trama é um remake da telenovela Mi rival que foi baseada na telenovela brasileira A Ilha dos Sonhos Perdidos. A história da barriga solidária foi inspirada na telenovela Barriga de Aluguel.
Foi protagonizada por Dominika Paleta, Enrique Ibáñez e Susana Dosamantes e antagonizada por Guillermo Murray e Cecilia Gabriela, com atuação estelar da primeira atriz María Rubio.

## Sinopse
Regina está muito tempo casada com um homem que tem vários anos a mas que ela. Apesar de terem um casamento sereno e feliz, Regina sonha com uma grande paixão. Em uma viagem de negócios para Miami ela conhece Samuel, um homem bem mas novo que ela, e imediatamente eles mantêm um breve mas tórrido romance.
Ao regressar ao México, Regina descobre horrorizada que Samuel foi contratado para trabalhar na empresa de seu marido. O pior acontece quando a filha de Regina, Jessica, se apaixona pelo novo empregado.
Para salvar a reputação de Regina, Samuel decide se casar com a jovem Jessica. Pouco a pouco, ele vai se apaixonando pela sua esposa, mas logo que ela perde o bebê que esperava, os médicos dizem que ela não poderá engravidar nunca mais.
Então Regina oferece seu ventre para poder dar um filho a sua "amada enemiga". No entanto o marido de Regina, supostamente morto, reaparece criando novas complicações nessa história.

## Elenco
- Dominika Paleta - Jessica Quijano Proal
- Susana Dosamantes - Regina Proal de Quijano
- Enrique Ibáñez - Alonso
- Cecilia Gabriela - Cecilia
- Guillermo Murray - Esteban Quijano
- Hugo Acosta - Héctor
- Eduardo Noriega - Arcadio
- María Rubio - Reinalda
- Roberto Palazuelos - Mauricio
- Mauricio Aspe - Jorge
- Rocío Sobrado - Rebeca
- Theo Tapia - Alejandro
- Lucero Lander - Alicia
- Kenia Gazcón - Gilda
- Mariet Rodríguez - Alexandra
- Israel Jaitovich - Francisco
- Vanessa Villela - Sara
- Carmen Amezcua - Elena
- Amara Villafuerte - Felisa
- Fabián Robles - Marcos
- Zully Keith - Rita
- Irlanda Mora - Fernanda
- Marco Uriel - Emiliano
- Martha Zamora - Malena
- Carlos Bracho
- Gustavo Negrete

## Temas de Abertura
- "Amada Enemiga", canção instrumental composta por Ramón Caudet (exibição original)[1]
- "Desesperadamente Enamorado" por Jordi (apenas na exibição nos Estados Unidos pela Univision)[1][2]